# もぐらのアバンチュール
『もぐらのアバンチュール』は、日本テレビのカラーテレビ実験放送期の1958年に制作され、同年7月14日に初回放送された、カラーアニメ作品。

## 概要
1957年12月28日に、カラーフィルムを素材にしたカラーテレビ放送の実験を開始した日本テレビ は、その放送用として、村田映画製作所出身の鷲角博（）に試作を依頼。それが翌年(1958年)の6月に完成し、その翌月の7月14日に初回放映された、アンスコカラー16mmの10分作品である。
モグラのクロちゃんが、夢の中で宇宙旅行に出かけるというストーリーである。セリフと歌は中島そのみ。切り絵風の絵柄で、実験的な表現が随所にみられる。日本における最初期の国産テレビアニメにして、日本初の国産カラーテレビアニメでもある。
番組タイトルの「アバンチュール」（aventure）はフランス語で、日本では短期間の恋や非常識な恋愛を指す言葉として解釈されているが、本来は「椿事」・「冒険」・「運命」・「恋愛事件」という意味であり、英語の「アドベンチャー」（adventure）より語義は広い。
国産白黒テレビアニメとしては、1957年放送開始の『漫画ニュース』が、本作より古いテレビアニメではないかと考えられているが、現存しておらず詳細不明である。

## 当時のテレビ欄での記載
番組放映当時、郵政省はカラー実験放送の許可条件として、この放送が実験放送であり、日本のカラーテレビの標準方式が決まるまでは、カラー受像機の購入を見合わせることを放送内で視聴者に対して告知すること等を付している。そのため、新聞のテレビ番組欄での扱いも控えめとなっている。
初回放送時の1958年7月14日、東京新聞の同日の番組欄上では「短編映画『もぐら』」と記載。
再放送時の毎日新聞の1958年10月15日朝刊のテレビ欄によれば、16:40から17:50の枠内において短編『江の島水族館』と並んで放送されるとの記述がある。読売新聞、日本経済新聞の当日朝刊のテレビ欄では『もぐらのアバンチュール』の記載は無く、『江ノ島水族館』のみが記載されているが、それはカラー放送とされており、本作品もカラーで放送された可能性はある。また、朝日新聞の当日朝刊のテレビ欄ではこの番組の放送枠は記述がなく、13:15からのプロ野球日本選手権第4戦と17:46からのニュースが連続して記載されている。
前述の理由で当時の一般家庭向けにはカラー受像機がほぼ流通していなかったため、この番組をカラーで視聴できたのは、日本テレビが設置していたカラーの街頭テレビ（1958年2月には、それが全部で8台設置されていたという）程度であった。なお、国産のカラー受像機が市販されたのは、日本のその方式が実験放送と同じNTSC方式に決定した後で、その本放送が開始された年の1960年である。

## 「発見」の経緯
本作品は『日本アニメーション映画史』（山口且訓・渡辺泰、1977年）などにも記述があり、制作されていた事実は確認されていたが、実際に放映されたかどうかについては確認されておらず、これまでは未放映作品とされてきた。そのため、1960年放送の『新しい動画 3つのはなし』（NHK）が最古の国産テレビアニメとされていた。
2012年になって、アニメスタイル「TVアニメ50年史のための情報整理」を執筆していた原口正宏が元テレビ局員の斉藤之夫に記事をチェックしてもらったところ、斎藤は「際立ってヘンなタイトルだった」この作品を覚えており、実際に放映されていて、1958年当時の新聞のテレビ欄に本作品についての記述が存在していることを告げた。その事実がコラム記事に掲載され、日本初の国産テレビアニメが本作品であることが知られるようになったが、フィルムの所在は確認できないままであった。
2013年、アニマックスでのテレビアニメ50周年の特別番組『TVアニメ50年の金字塔』の制作にあたり、日本テレビ生田スタジオにおいて本作品のフィルムが整理の過程で所在確認されていたことが判明する。アニマックスのプレスリリースにより本作品の特別番組内での放送が発表され、続いて新聞各紙やテレビ番組、アニメスタイルの記事にてその経緯が紹介された。これらの経緯から、同年7月21日にアニマックス『TVアニメ50年の金字塔』内で55年ぶりに再放送された。これらの報道やテレビ番組で番組のタイトル部分の表示が一般に公表され、番組名が『モグラのアバンチュール』ではなく『もぐらのアバンチュール』であることが知られることとなった。
2017年、日本テレビ『ぐるぐるナインティナイン』（7月27日放送）にて本作が紹介される際には改めてライブラリの精査が行なわれ、本放送日が1958年7月14日であることが確認された。
ちなみに、1978年8月に日本テレビ放送網が刊行した書籍「大衆とともに25年 沿革史」の109ページには、この番組がカラーテレビの実験放送として、1958年7月14日に放送されていることが明記されている。

## 放送局
本放送
- 日本テレビ - 1958年7月14日

再放送
- 日本テレビ - 1958年10月15日
- アニマックス - 2013年7月21日

## スタッフ
- 原案・作画・演出 - 鷲角博
- 音声 - 山本直純
- 声の出演 - 中島そのみ
- 製作 - 日本テレビ放送網